# Île Petit Bois
L'île Petit Bois (en anglais Petit Bois Island), est une île côtière de l'État du Mississippi aux États-Unis.
L'île Petit Bois (en anglais : Petit Bois Island) est située au large de la ville de Pascagoula, siège du comté de Jackson, situé dans l'État du Mississippi. L'île est une île barrière situé dans le golfe du Mexique et le détroit du Mississippi.

## Géographie
Une carte d'exploration française de 1732 montre que l'île Petit Bois est reliée à celle de île Dauphin par un isthme. Cette liaison a été rompue entre 1740 et 1766, peut-être à la suite de l'ouragan de 1740. Par la suite, l'isthme s'est reconstitué naturellement jusqu'au milieu du XIXe siècle. Depuis, l'île Petit Bois est séparée de celle de Dauphin, l'isthme ayant disparu avec le temps. Néanmoins, l'île Petit Bois voit ses contours se modifier continuellement avec le temps.
L'île Petit Bois mesure une dizaine de kilomètres de long. Autrefois, l'île était plus longue d'un bon kilomètre et demi supplémentaire et s'étendait dans les limites de l'État voisin de l'Alabama. Les ouragans successifs ont érodé les rivages occidentaux de l'île et celle-ci est aujourd'hui entièrement dans l'État du Mississippi.

## Histoire
En 1699, les explorateurs Jean-Baptiste Le Moyne de Bienville et Pierre Le Moyne d'Iberville, explorent la région méridionale de la Louisiane française située entre le Fort Louis de la Mobile, Biloxi et La Nouvelle-Orléans. L'île fut nommée ainsi, du temps de la Nouvelle-France, par les colons français vivant à Biloxi et à Mobile, capitales successives de la Louisiane française (avant La Nouvelle-Orléans), en raison de la présence d'un bois sur cette île.
Depuis 1971, l'île fait partie de l'archipel des Gulf Islands National Seashore.
L'île Petit Bois est gérée par l'agence fédérale du National Park Service (NPS).
En août 2005, l'ouragan Katrina ravagea l'île Petit Bois et détruisit entièrement le bois qui s'y trouvait.